# Juana Roldán
Juana Roldán Escobar (Santiago, 1851 - falecida em ano desconhecido) foi uma das primeiras dirigentes da Sociedade de Protecção da Mulher no Chile, fundada a 4 de março de 1888 com o nome de Sociedade de Socorros Mútuos “Emancipación de la Mujer”. Ajudou à formação de numerosas sociedades, incentivando a participação das operárias e a defesa de seus direitos.

## Biografia
Em 1883 incorpora-se à Filarmónica "José Miguel Infante", organização que contava com uma "Comissão Especial de Senhoras" da qual foi presidente; ali fez-se conhecida por suas conferências sobre a instrução da mulher.
Foi esposa de Jenaro Alarcón, activo militante socialista e operário.